# Zombie (film 2006)
Zombie (ang. Dead & Deader, 2006) – amerykański film fabularny powstały na potrzeby telewizji.

## Fabuła
Po ugryzieniu przez żuka przenoszącego wirus przemieniający w zombie, pewien żołnierz pokonuje infekcję i staje się tylko w połowie żywym trupem. Kiedy jednak wraca z wyprawy do Stanów Zjednoczonych, okazuje się, że będzie musiał walczyć ze swymi kolegami z armii, którzy pozamieniali się w zombie.

## Obsada
- John Billingsley − Langdon
- Dean Cain − porucznik Bobby Quinn
- Susan Ward − Holly
- Colleen Camp − pani Wisteria
- Greg Collins − kapitan Niles
- Ellie Cornell − doktor Adams
- Affion Crockett − szeregowy Connery
- Peter Greene − doktor Scott
- Brent Huff − oficer Raimi
- Jamie Kaler − szeregowy Lazenby
- Natassia Malthe − doktor Boyce
- Dean Haglund − właściciel domu pogrzebowego
- Esteban Cueto	− sierżant Cruz
- Armin Shimerman − koroner Flutie